# Land of the Silver Birch
«Land of the Silver Birch»  "Tierra del abedul plateado" es un canto a la Naturaleza que data de los años 20 y que forma parte del folclore canadiense. Una de las versiones más conocidas es la de Michael Mitchell.
La letra se atribuye a veces erróneamente a Pauline Johnson, quizás en confusión con su conocido poema "The Song My Paddle Sings". A veces se canta para pasar el tiempo mientras se va en canoa, y a veces se canta en las hogueras de los campamentos en una ronda. 
Su tema es una visión romántica de la naturaleza y la tierra desde la perspectiva de un indígena, pero sigue siendo popular entre la mayoría no aborigen del Canadá. Bonnie Dobson cantó esta canción en su álbum homónimo de 1972. Esta canción aparece en la película de Paul Gross "Men with Brooms" (2002). En 2005, la canción fue reescrita en parte por el cantante folclórico canadiense Dickson Reid y publicada en su álbum debut, Sugar in the Snow. También es una canción popular que se canta en muchas escuelas primarias.